# Mycetina depressa
Mycetina depressa es una especie de coleóptero de la familia Endomychidae.

## Distribución geográfica
Habita en Borneo.